# Амартія Сен
Амартія Кумар Сен (3 листопада 1933, Сантінікетан, Індія) — індійський економіст. Лауреат Нобелівської премії з економіки 1998 року за роботи присвячені голоду, теорії людського розвитку, економіці добробуту, механізмам бідності та політичному лібералізму. Роботи Сена були перекладені більш, ніж тридцятьма мовами. Журнал Тайм включив Сена до 100 найвпливовіших людей світу.

## Біографія
Амартія Сен навчався в Університеті Вісва-Бгараті та в Президенсі коледжі та в Делійській школі економіки перед тим, як вступив до Триніті коледжу, в якому він одержав ступінь баклавра в 1956 та доктора в 1959 році. Він викладав в Колкатському, Джажавпурському, Делійському, Оксфордському, Каенському, Гарвардському, Кембриджському університетах, а також в Лондонській школі економіки та в Триніті коледжі. Від 1998 до 2004 року був директором Триніти коледжу в Кембриджському університеті.